# 木植街乡
木植街乡，是中华人民共和国河南省洛陽市嵩县下辖的一个乡镇级行政单位。

## 行政区划
木植街乡下辖以下地区：
木植街村、张槐村、坪地村、杨家岭村、大力坡村、小木沟村、栗盘村、北岭村、竹林村、升坪村、寨沟村、北沟村、禅堂村、蒲池村和石滚坪村。